# Exocentrus tsushimanus
Exocentrus tsushimanus är en skalbaggsart som beskrevs av Hayashi 1968. Exocentrus tsushimanus ingår i släktet Exocentrus och familjen långhorningar. Inga underarter finns listade i Catalogue of Life.